# Sint-Nicolaaskerk (Maastricht)
De Sint-Nicolaaskerk was een 14e-eeuws gotisch kerkgebouw in het centrum van de Nederlandse stad Maastricht. De kerk was een van de vier middeleeuwse parochiekerken van Maastricht, toegewijd aan de Heilige Nicolaas. In 1837 verhuisde de parochie naar de naastgelegen Onze-Lieve-Vrouwekerk en een jaar later werd de kerk gesloopt. Van de inventaris is vrij veel bewaard gebleven in andere kerken.

## Ligging
De Sint-Nicolaaskerk was gelegen in het oudste deel van Maastricht, binnen de claustrale singel van het kapittel van Onze-Lieve-Vrouwe. De kerk lag op de hoek van het huidige Onze Lieve Vrouweplein en de Plankstraat. Het Onze Lieve Vrouweplein is in feite pas ontstaan na de sloop van de kerk, waardoor de voormalige kerkhoven van de Sint-Nicolaaskerk en de naastgelegen Onze-Lieve-Vrouwekerk konden worden vergroot tot een plein.
De kerk was oost-west georiënteerd en was min of meer vrijstaand. Tegen de noordzijde stonden in de Plankstraat enkele parochiale armenhuisjes. Ten oosten van de apsis lag een kleine binnenplaats, via een poortje toegankelijk vanaf de Plankstraat. De hoofdingang bevond zich in de westgevel, tegenover de Bredestraat. De kerktoren stond op de zuidwesthoek, in het verlengde van de zuidbeuk, half in en half buiten het gebouw. Aan de zuidzijde van de toren bevond zich een tweede ingang, toegankelijk via een trap naar het hoog gelegen kerkhof. Op de zuidoosthoek lag de sacristie, die aansloot op de kloostergang van de Onze-Lieve-Vrouwe. Op de plaats van de sacristie en het priesterkoor staat tegenwoordig Hotel Derlon. Waar het kerkschip en de toren stonden, ligt nu het Onze Lieve Vrouweplein.

## Geschiedenis

### Een sacrale plek
De kerk is gebouwd op een plaats die al in de Romeinse tijd een religieuze betekenis had. Hier lag in de 2e en 3e eeuw een ommuurd heiligdom, dat waarschijnlijk de voorhof vormde van een Romeinse tempel, waarvan zich resten onder de Onze-Lieve-Vrouwekerk zouden kunnen bevinden. Min of meer op de plaats waar later het altaar van de Sint-Nicolaaskerk zou staan, stond de ruim 9 meter hoge Jupiterpijler van Derlon, een rijk gebeeldhouwd monument voor de oppergod Jupiter. Tevens zijn hier in 1983 overblijfselen gevonden van de muur en de westpoort van het laat-Romeinse castellum van Maastricht. Na beëindiging van de archeologische opgraving werd in het souterrain van het herbouwde hotel de Museumkelder Derlon ingericht.

### Bouw van de kerk

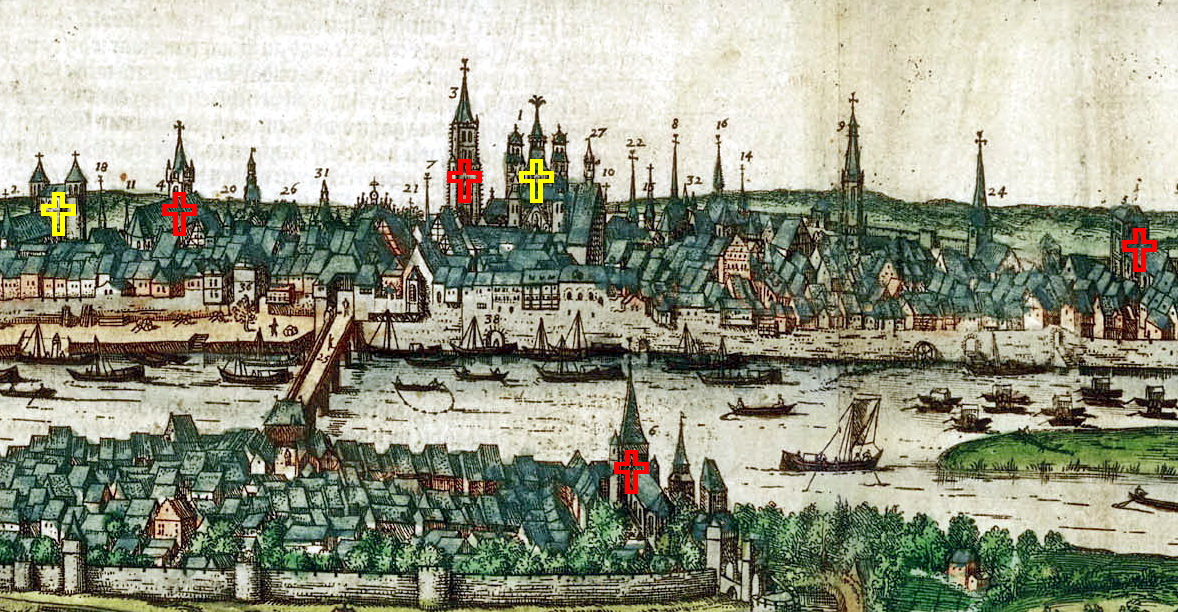
Panorama van Maastricht (ca. 1570) met de twee kapittelkerken (geel) en vier parochiekerken (rood). Links de Sint-Nicolaas

Maastricht was vanouds een tweeherige stad, waarvan de inwoners ofwel de Brabantse, ofwel de Luikse nationaliteit ("nativiteit") bezaten. De Luikse Maastrichtenaren kerkten oorspronkelijk in de Onze-Lieve-Vrouwekerk, hoewel een deel van de dagelijkse zielzorg in de diverse kerspelkapellen plaatsvond. De Onze-Lieve-Vrouwe was in die tijd zowel parochie- als kapittelkerk, wat regelmatig tot conflictsituaties leidde. Nadat het kapittel van Sint-Servaas al in de 12e eeuw een aparte parochiekerk naast de kapittelkerk had opgericht, de Sint-Jan, besloot het Onze-Lieve-Vrouwekapittel begin 14e eeuw hetzelfde te doen.
De bouw van de kerk werd mogelijk gemaakt door de schenking van een aantal huizen aan de Plankstraat door Gerard van Jobeke (Jabeek), kanunnik van het Onze-Lieve-Vrouwekapittel te Aldeneik (Maaseik). Na afbraak van de panden werd hier omstreeks 1340 begonnen met de bouw van een driebeukige kerk in de stijl van de Maasgotiek. Steunberen en luchtbogen maakten de constructie van een lichtbeuk mogelijk, waardoor de kerk een licht interieur kreeg. De bouw van schip en koor was in 1342 voltooid en op 12 februari 1343 werd de nieuwe parochiekerk door het kapittel overgedragen aan de door haar benoemde pastoor. De toren werd pas een eeuw later, na een bouwperiode van negen jaar, in 1450 voltooid en getuigde van een rijpere gotische stijl. De kerk bood plaats aan 1.100 personen en was daarmee iets groter dan de Sint-Janskerk, maar kleiner dan de Sint-Matthijs. 

### Parochieleven tijdens het ancien regime
Over de geschiedenis van de Sint-Nicolaasparochie is weinig geschreven en het uitgebreide archief van de kerk is nog nauwelijks onderzocht. In de middeleeuwen had de parochie 4.500 communicanten, een aantal dat in de 16e eeuw tijdens de Reformatie sterk terugliep. Bij de plundering van de stad na de verovering in 1579 door Alexander Farnese, werd het duizend pond wegende koperen koorhek geroofd, mogelijk een werkstuk van de Maastrichtse geelgieter Aert van Tricht. Het doopvont van dezelfde kunstenaar, thans in de Onze-Lieve-Vrouwebasiliek, werd mogelijk tezelfdertijd ontdaan van zijn deksel en gebeeldhouwde ornamenten.

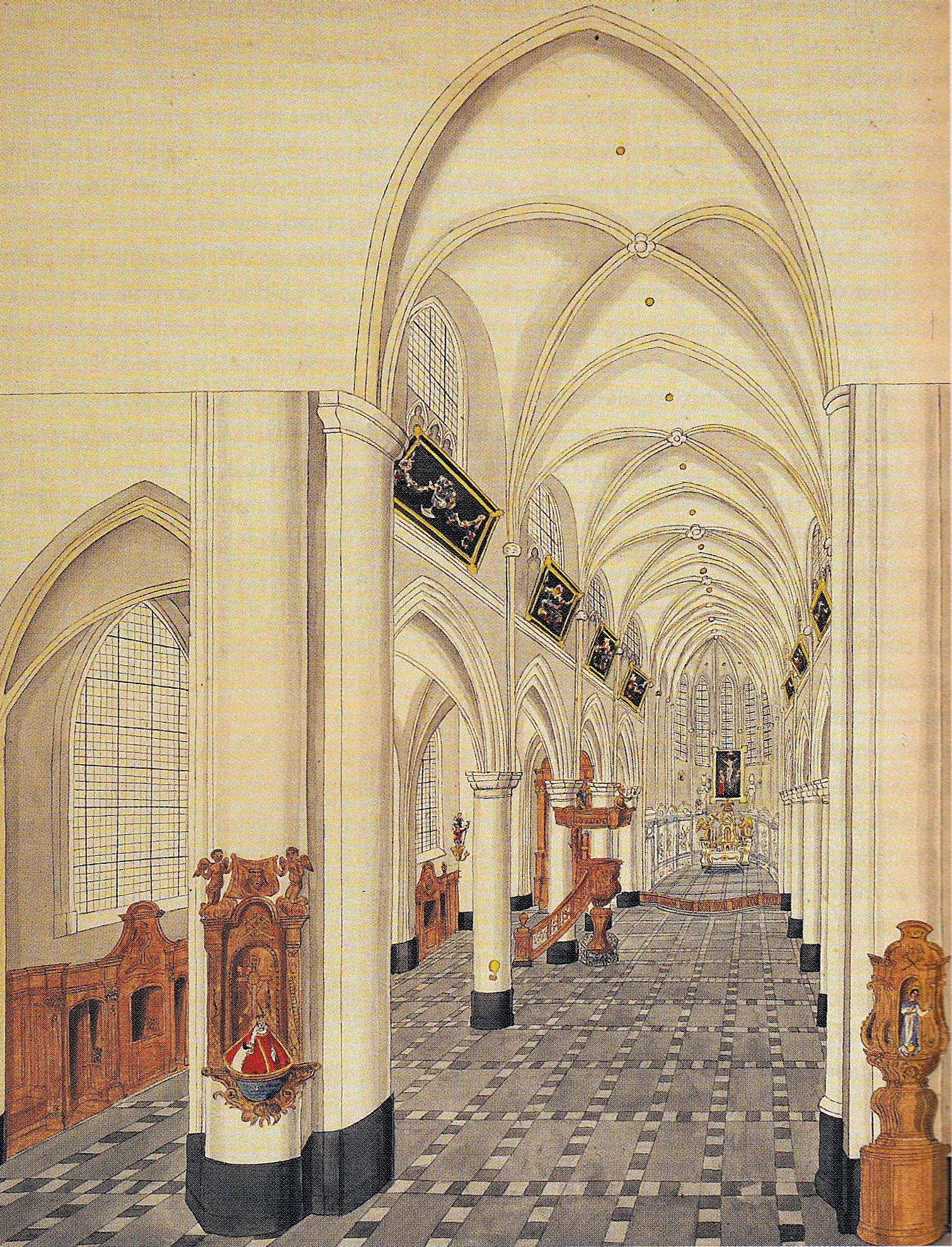
Interieur van de kerk (Ph. van Gulpen, ca. 1835). Links achter het beeld van Sint Christoffel.

Na de Staatse overname van de stad in 1632 en de daarop volgende gelijkberechtiging van katholieken en protestanten, veranderde er voor de Sint-Nicolaasparochie weinig. Het kerkgebouw bleef behouden voor de katholieke eredienst. In de kerk waren een drietal broederschappen actief. De oudste vermelding dateert uit 1545 en betreft de broederschap van Onze-Lieve-Vrouw. Omstreeks 1655 werd de aartsbroederschap van de Heilige Jozef opgericht en in 1714 volgde de broederschap van Maria Onbevlekt Ontvangen. Een belangrijke activiteit van laatstgenoemde broederschap was de organisatie van de jaarlijkse processie naar Onze-Lieve-Vrouw van Scherpenheuvel. Enkele voorwerpen in de schatkamer van de Onze-Lieve-Vrouwebasiliek, zoals een tweetal reliekhouders, een flambouwplaatje en diverse medailles, herinneren aan deze broederschappen. Waarschijnlijk sierden beelden van Maria en Jozef de broederschapsaltaren in de Sint-Nicolaaskerk. Twee van deze altaren zijn te zien op de voorgrond van de tekening van Philippe van Gulpen, hiernaast afgebeeld.
In de tweede helft van de 18e eeuw moest de kerk diverse malen worden hersteld. Tevens werd in deze periode het interieur grondig vernieuwd. Vooral onder de pastoors Thimister (1754-76) en Cuijpers (1777-1803) werd het herstel van de kerk voortvarend ter hand genomen. Na de opheffing van het jezuïetenklooster (in 1773) en het antonietenklooster (in 1782) wist de Sint-Nicolaasparochie diverse kunstwerken, meubelstukken en liturgische voorwerpen uit het bezit van deze kloosters te verwerven. De Maastrichtse bouwmeester Pierre François Deplaye maakte in 1784 een totaalontwerp voor het priesterkoor, waaraan in de jaren daarna door hem en de Luiks-Maastrichtse beeldhouwers Jacobus Joannes van der Neer, Renier Delcommune en Henri Vivroux werd gewerkt.

### Verwaarlozing van de kerk, verhuizing van de parochie en sloop van de kerk

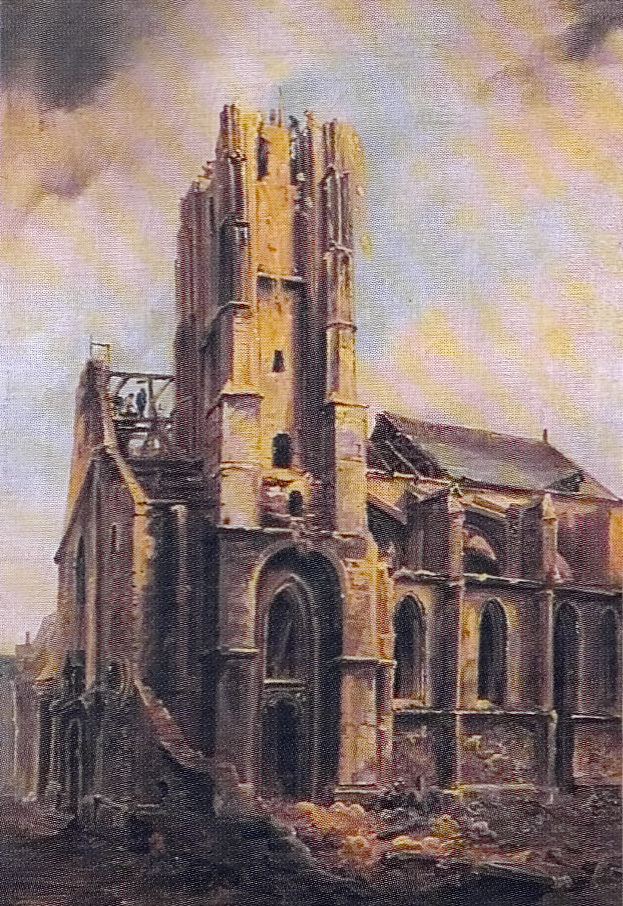
Afbraak van de kerk (A. Schaepkens, 1838)

In het najaar van 1794 werd Maastricht door de Franse revolutionaire legers belegerd en op 3 november ingenomen. Op 16 mei 1795 werden de Zuidelijke Nederlanden en ook de stad Maastricht bij het Verdrag van Den Haag (1795) ingelijfd bij de Eerste Franse Republiek. Kort daarna werd het Onze-Lieve-Vrouwekapittel door de Franse overheid definitief opgeheven en verviel de kapittelkerk aan de staat. De parochiekerk bleef - beroofd van haar inkomsten uit kerkelijke goederen - onder moeilijke omstandigheden functioneren, hoewel in diezelfde tijd de inventaris kon worden verrijkt met de preekstoel, het kerkorgel en andere kostbaarheden afkomstig uit de Onze-Lieve-Vrouwe. Toch leidden de anti-kerkelijke maatregelen uit deze periode indirect tot de ondergang van de parochiekerk, want door de benarde financiële situatie was er veel achterstallig onderhoud en sloeg het verval toe.
Gaandeweg werd de kerk te klein om alle parochianen plaats te bieden. Daarnaast werd het pand steeds bouwvalliger. In 1828 probeerde het kerkbestuur de kerk te ruilen tegen de grotere Onze-Lieve-Vrouwekerk, die op dat moment eigendom was van de Nederlandse Staat en als militair magazijn en garnizoenssmederij in gebruik was. Het duurde bijna tien jaar voordat hierover overeenkomst werd bereikt. In 1828 ketsten de onderhandelingen tussen het Rijk en het kerkbestuur af op de eigen bijdrage die de parochie moest betalen, een bedrag van 12.500 gulden voor het herstel van de voormalige kapittelkerk. Steun kwam tijdens de Belgische Opstand (1830-1839) uit onverwachte hoek, toen de (protestantse) militaire bevelhebber van de vesting, generaal Bernard Dibbets, in 1835 pleitte voor de ruil. Uiteindelijk bleek een bedrag van 15.000 gulden nodig, voordat deze aan de parochie kon worden overgedragen. Hiervoor werd een inzamelingsactie gehouden in de gehele stad.  Op 22 april 1837 werd de transactie bezegeld.
In de zomer van 1837 verhuisde de inventaris, die voor een deel al afkomstig was uit de vroegere kapittelkerk, terug naar de Onze-Lieve-Vrouwekerk. Op 10 oktober 1837 kon deze als nieuwe parochiekerk worden ingezegend. De restauratiekosten van de nu leegstaande Sint-Nicolaaskerk werden begroot op 35.000 gulden. Het stadsbestuur besloot daarop om de kerk af te breken. De sloop van kerk en kerkhof ging in 1838 gepaard met een totaal gebrek aan registratie of documentatie; opmetingen werden niet gedaan. In de eerste helft van de 19e eeuw was er nog nauwelijks belangstelling voor geschiedenis en bouwkunst. Slechts enkele schilderingen en tekeningen van lokale amateur- en professionele kunstenaars zijn bewaard gebleven.

## Erfgoed

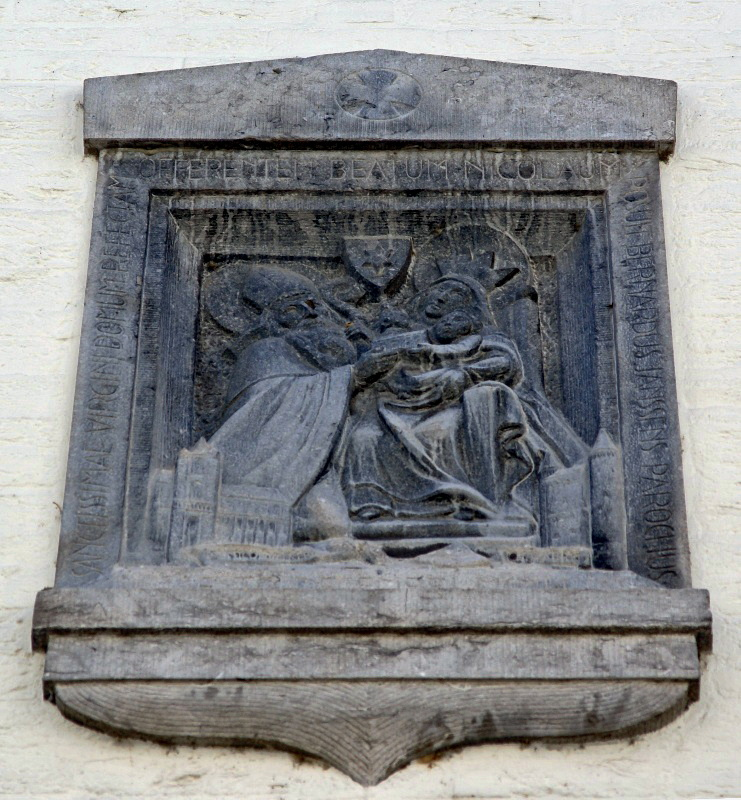
Gevelsteen Plankstraat 23

Van het gebouw van de Sint-Nicolaaskerk is op een fragment van de apsis na, niets bewaard gebleven. De deur in het portaal dat toegang gaf vanuit de kruisgang naar de apsis is dichtgemetseld. Op de plaats van het koor verrezen twee woonhuizen, later vervangen door het huidige hotel; de rest bleef onbebouwd. Boven de voordeur van de pastorie in de Plankstraat is een gedenkschrift aangebracht. Een gevelsteen van Charles Vos uit 1951 herinnert eveneens aan de verdwenen parochiekerk.
Van het kerkgebouw is niets meer over, van de inventaris echter des te meer. Het voornaamste onderzoek hiernaar is eind 20e, begin 21e eeuw verricht door de Maastrichtse historica Ingrid Evers. Aan de hand daarvan kan een reconstructie worden gemaakt van het laat-18e-eeuwse interieur, dat volgens de hierboven afgebeelde tekeningen van Philippe van Gulpen in zijn tijd nog min of meer intact was.

### Schilderijen
Een belangrijke aanwinst was in 1783 de verwerving van een groot doek (385 x 255 cm) uit de inventaris van de Antonietenkerk. Het 17e-eeuwse schilderij van de Kruisiging kreeg in de Sint-Nicolaaskerk dezelfde plaats die het in de Antonietenkerk had ingenomen: boven het hoofdaltaar. Tegenwoordig hangt het onopvallend in het noordertransept van de Onze-Lieve-Vrouwebasiliek. In diezelfde kerk, maar dan in het zuidertransept, hangt een ander schilderij waarvan met vrij grote zekerheid gesteld kan worden dat het uit de Sint-Nicolaas afkomstig is. Dit betreft een eveneens 17e-eeuwse schildering van de Heilige Familie omringd door engelen en - rechts - de vermoedelijke donor. Het schilderij heeft een fraaie, 17e-eeuwse lijst, die in de late 18e eeuw is gekopieerd voor de hierna genoemde stillevens van de gebroeders Hermans. Ook een portret van Johannes Nepomucenus en enkele andere schilderijen in de Onze-Lieve-Vrouwe behoorden waarschijnlijk tot het interieur van de Sint-Nicolaaskerk. De acht schilderijen met bloemguirlandes, vruchten en putti, die ooit in de lichtbeuk van de Nicolaaskerk hingen, werden tussen 1786 en 1791 geschilderd door de Maastrichtse broers Louis en François Hermans. Louis schilderde de eerste reeks (met donkere achtergrond) alleen. François was wellicht verantwoordelijk voor de architectuurfragmenten van de tweede, in lichtere tinten uitgevoerde serie. De schilderijen hangen tegenwoordig in het koor en het schip van de Oude Minderbroederskerk, thans Historisch Centrum Limburg.

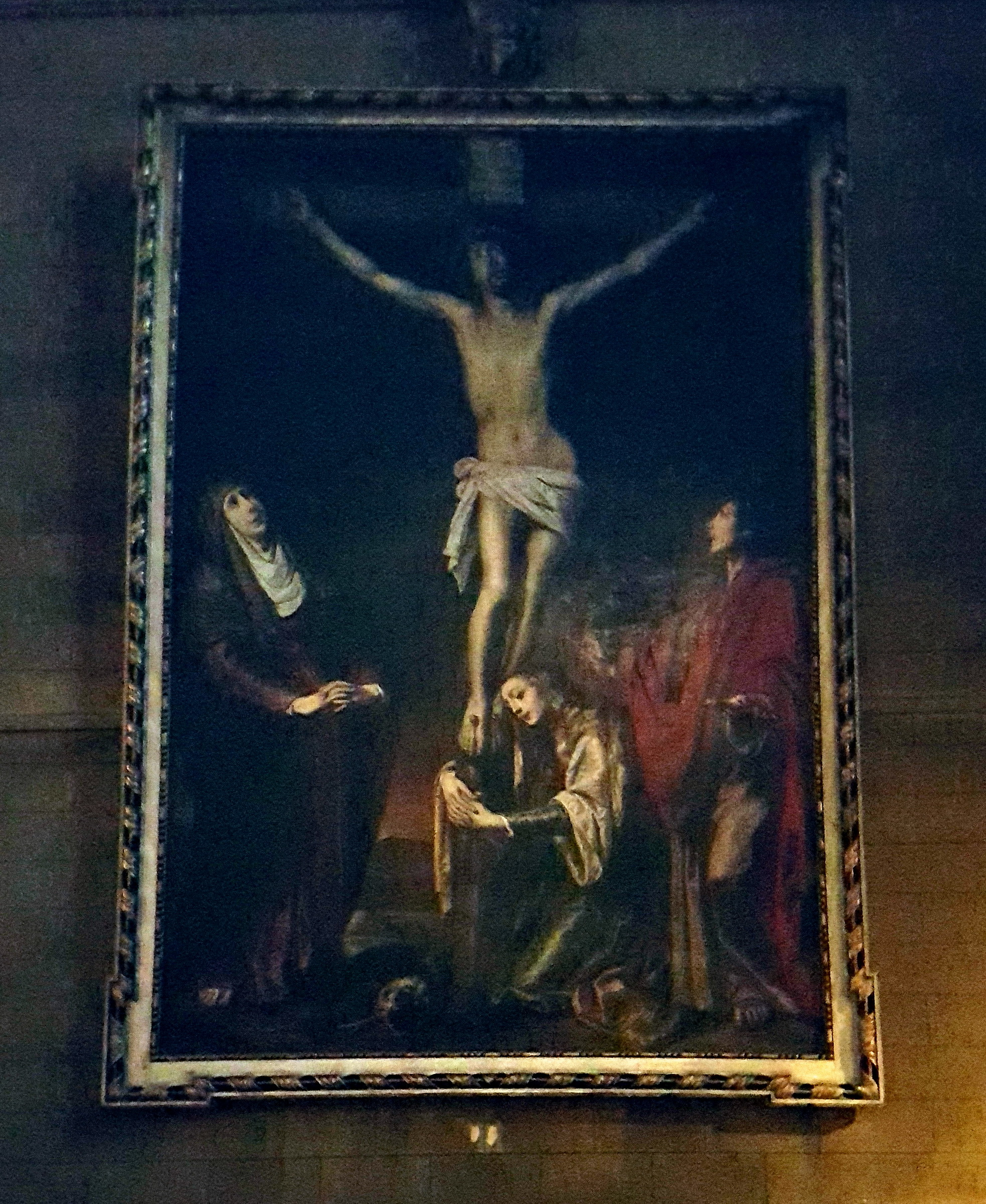
Kruisiging (Vlaamse School?, ca. 1650)
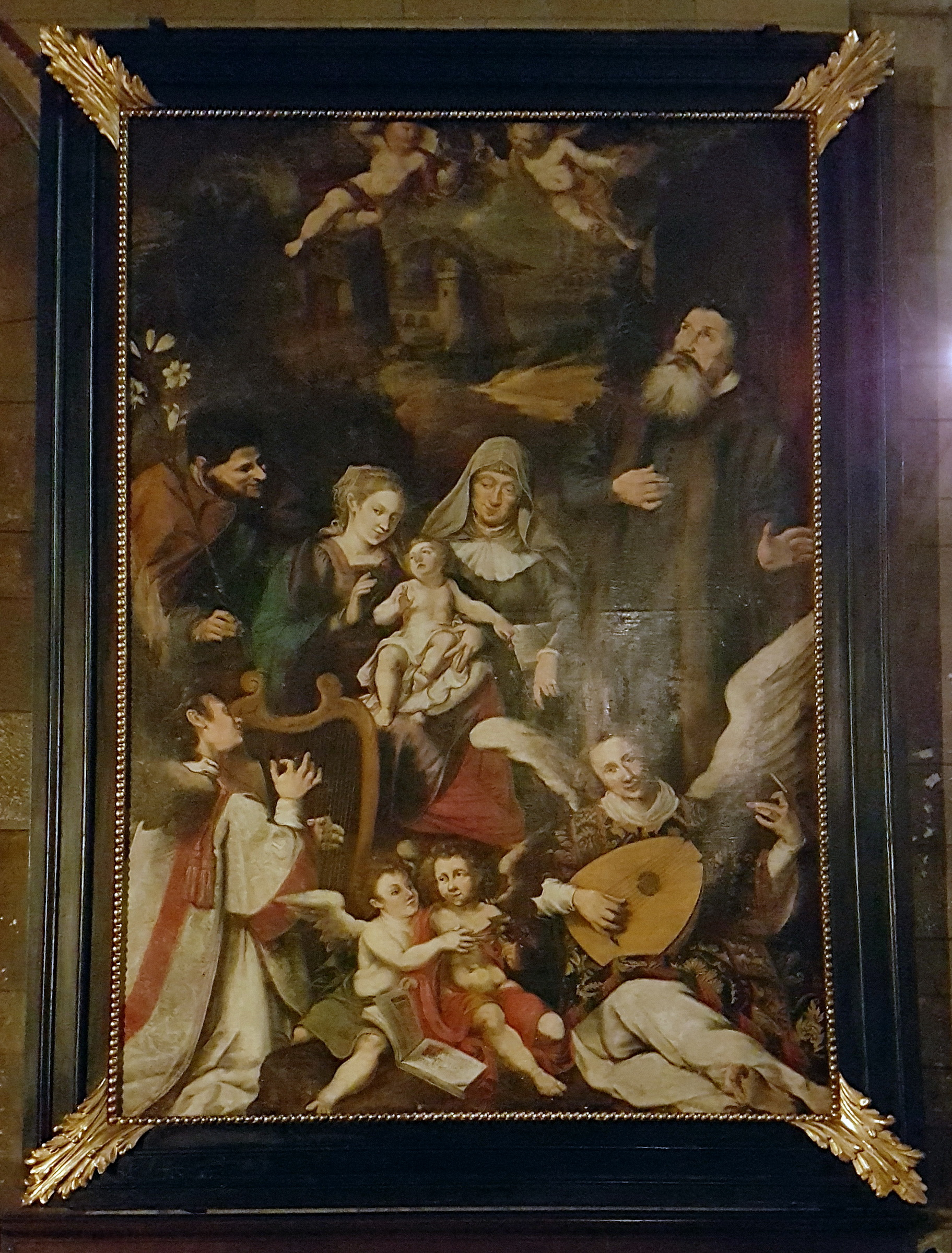
Heilige Familie met engelen en donor (17e eeuw?)
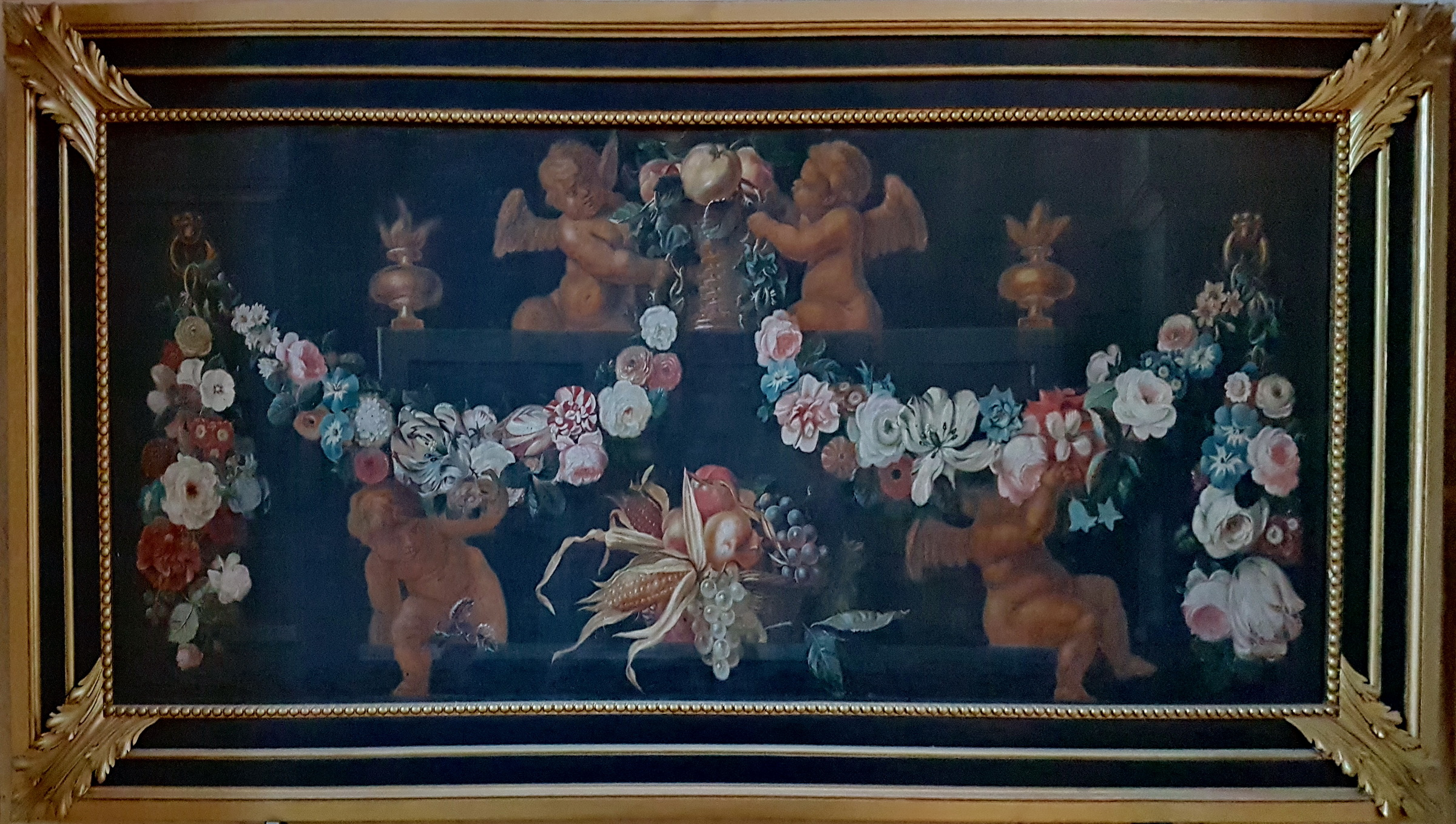
Stilleven (Louis Hermans, ca. 1786)
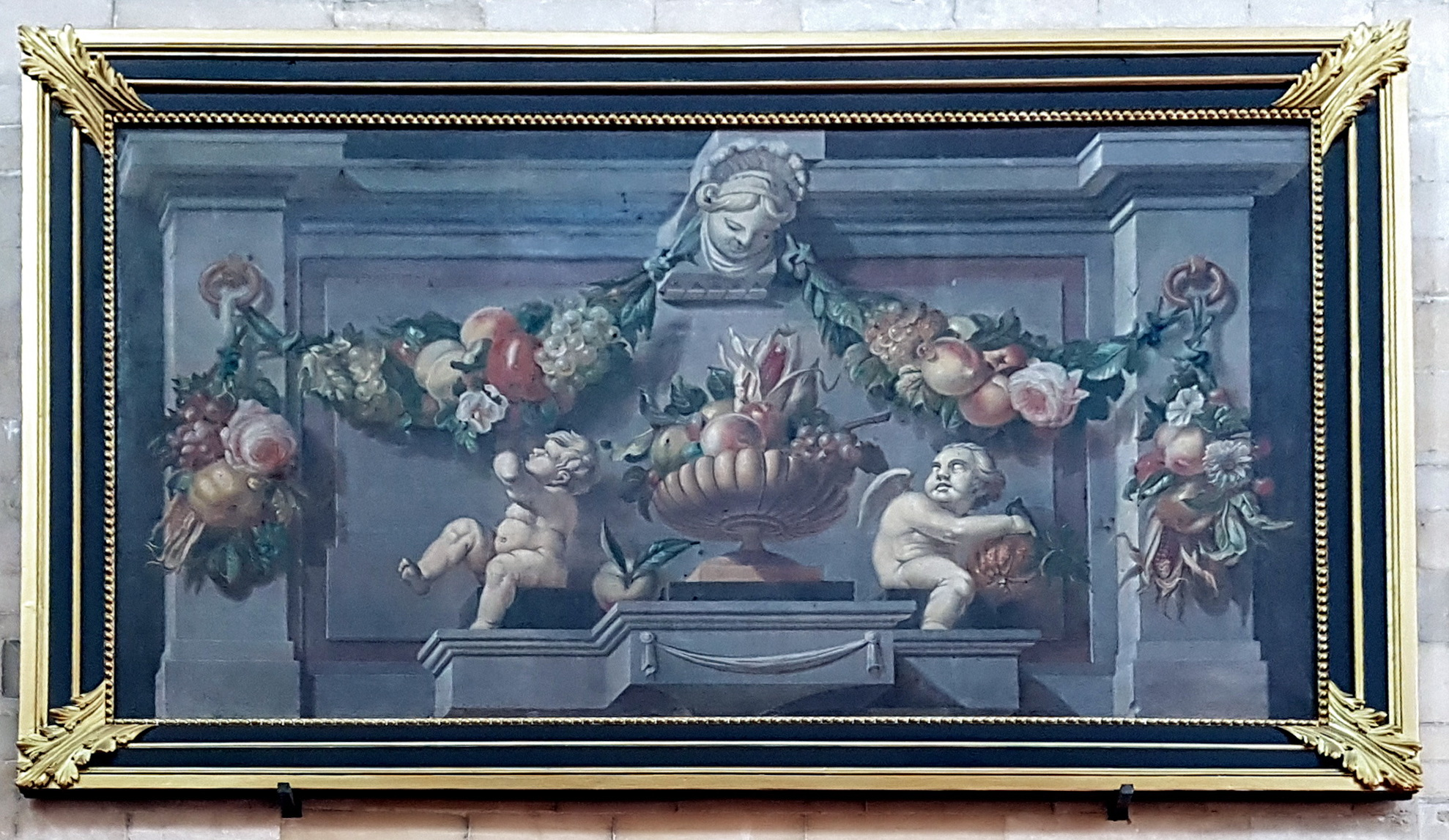
Idem (Louis en François Hermans, ca. 1790)

### Beelden
Van diverse beeldhouwwerken die zich tegenwoordig in de Basiliek van Onze-Lieve-Vrouw bevinden, staat vast dat ze uit de oude Sint-Nicolaaskerk afkomstig zijn. Van andere beelden mag dit worden aangenomen. Het bekende devotiebeeld van de Sterre der Zee was vanouds eigendom van de Maastrichtse franciscanen. In 1804, midden in de Franse Tijd, gaven de overgebleven paters het beeld aan de open gebleven Sint-Nicolaaskerk, met als voorwaarde dat zij het beeld, zodra hun orde zich weer in Maastricht zou vestigen, terug zouden krijgen. Na de sluiting van de kerk in 1837, verhuisde ook dit beeld mee naar de Onze-Lieve-Vrouwekerk. Andere beelden, waarvan vermoed wordt dat ze afkomstig zijn uit de Sint-Nicolaaskerk, al dan niet uit voormalig kapittelbezit, zijn een laatgotische Sint-Christoffel met Kindje Jezus, een Sint-Anna te Drieën (beide toegeschreven aan Jan van Steffeswert), een 15e-eeuwse Madonna met Kind op maansikkel (afgebeeld op een 18e-eeuws devotieprentje) en een Heilige Jozef met Kindje Jezus op het noordelijk zijaltaar (afgebeeld op een flambouwplaatje van de Sint-Jozefbroederschap).
Naast het hoofdaltaar stonden in de Sint-Nicolaaskerk op zuilen twee beelden van de patroonheiligen van de kerk, Sint-Nicolaas en Sint-Lambertus, beide van de hand van de Luiks-Maastrichtse beeldhouwer Renier Delcommune. Ook deze beelden bevinden zich thans in de Onze-Lieve-Vrouwebasiliek, waar nog een derde beeld van Delcommune aanwezig is, van Sint-Hubertus, mogelijk eveneens uit de Sint-Nicolaaskerk afkomstig. De twaalf apostelbeelden van Henri Vivroux uit 1783-ca. 1790, aanvankelijk aangebracht langs de buitenmuren in de zijbeuken van de Sint-Nicolaas, verhuisden in 1837 naar de Onze-Lieve-Vrouwe, maar werden waarschijnlijk tijdens de Cuypers-restauratie verwijderd. In 1920 kwamen ze terecht in de voormalige Augustijnenkerk, die toen als parochiekerk van Sint-Jozef opnieuw in gebruik werd genomen. Na de opheffing van de parochie bleven ze daar nog enige tijd staan, waarna ze eind jaren negentig verhuisden naar Roermond, eerst naar de kruisgang van het Kartuizerklooster Bethlehem, daarna naar de Sint-Christoffelkathedraal.

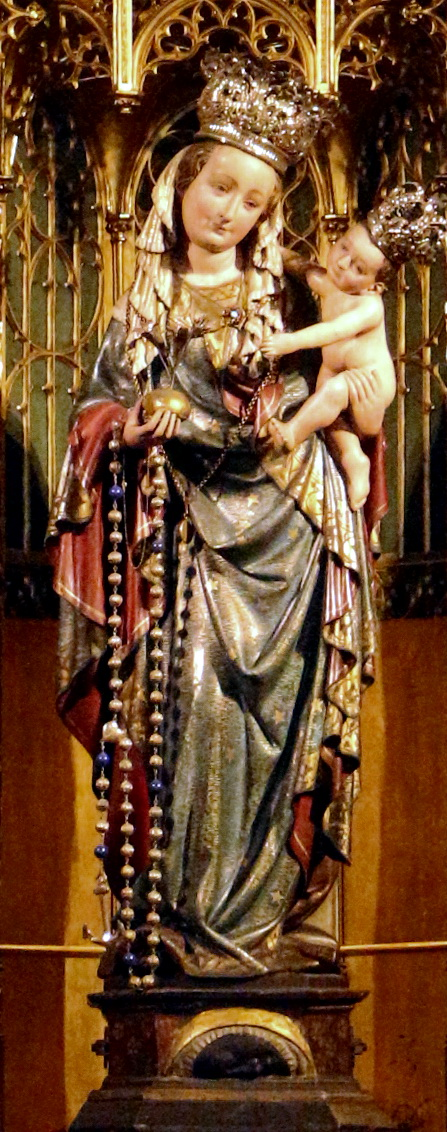
Sterre der Zee (anoniem, 15e eeuw)
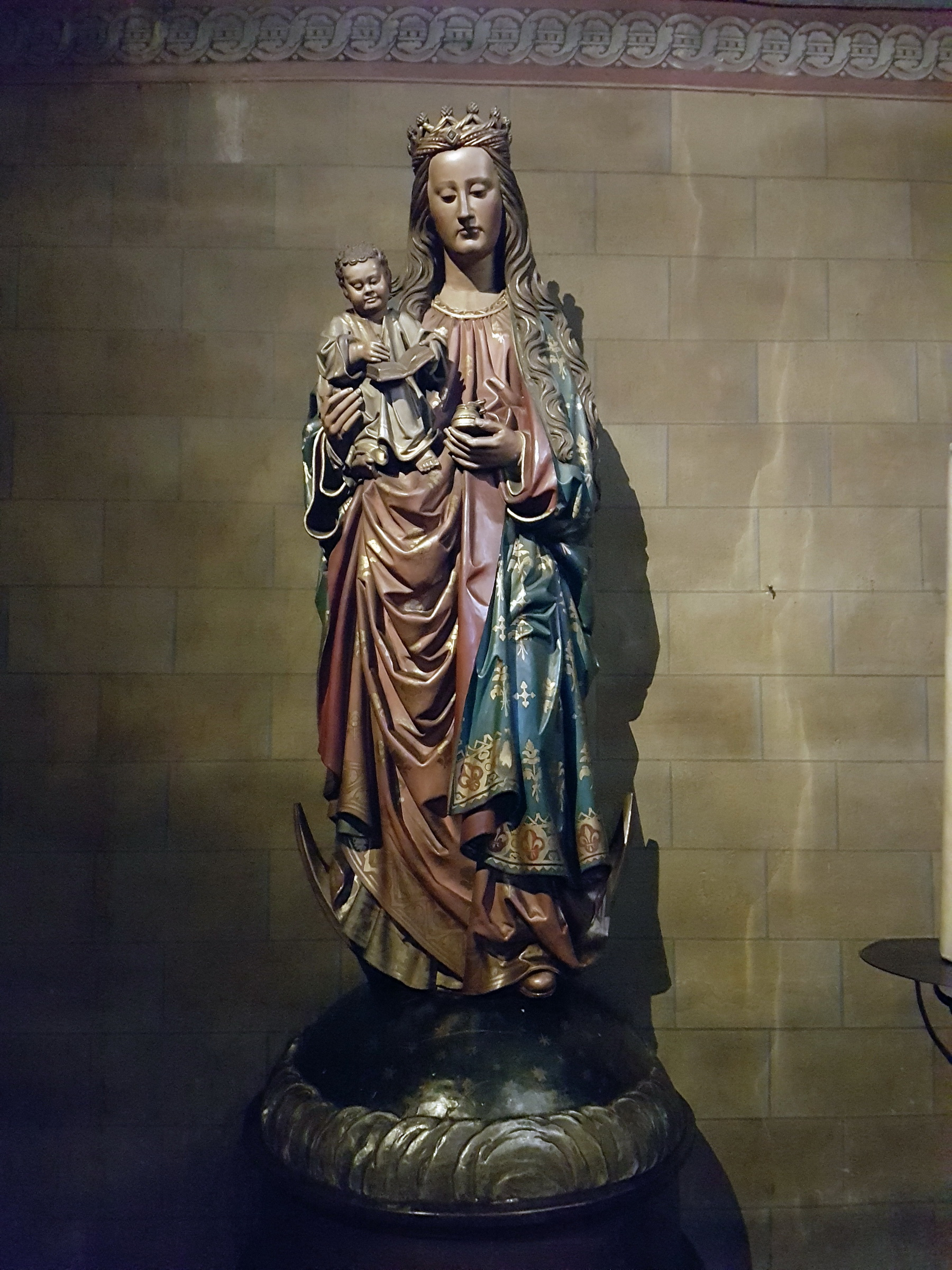
Madonna met Kind op maansikkel (late 15e eeuw)
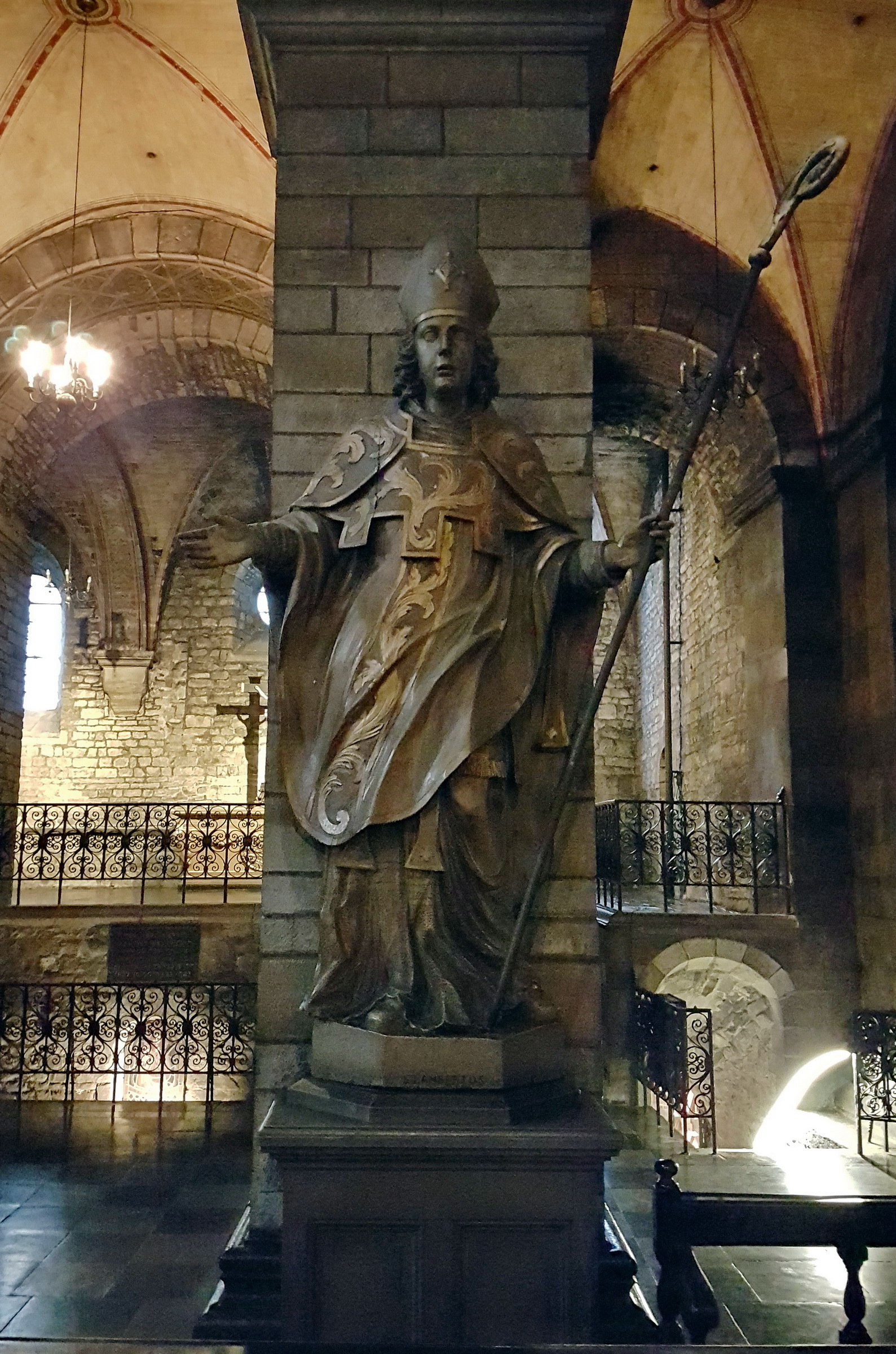
Sint-Lambertus (Renier Delcommune, 1778)
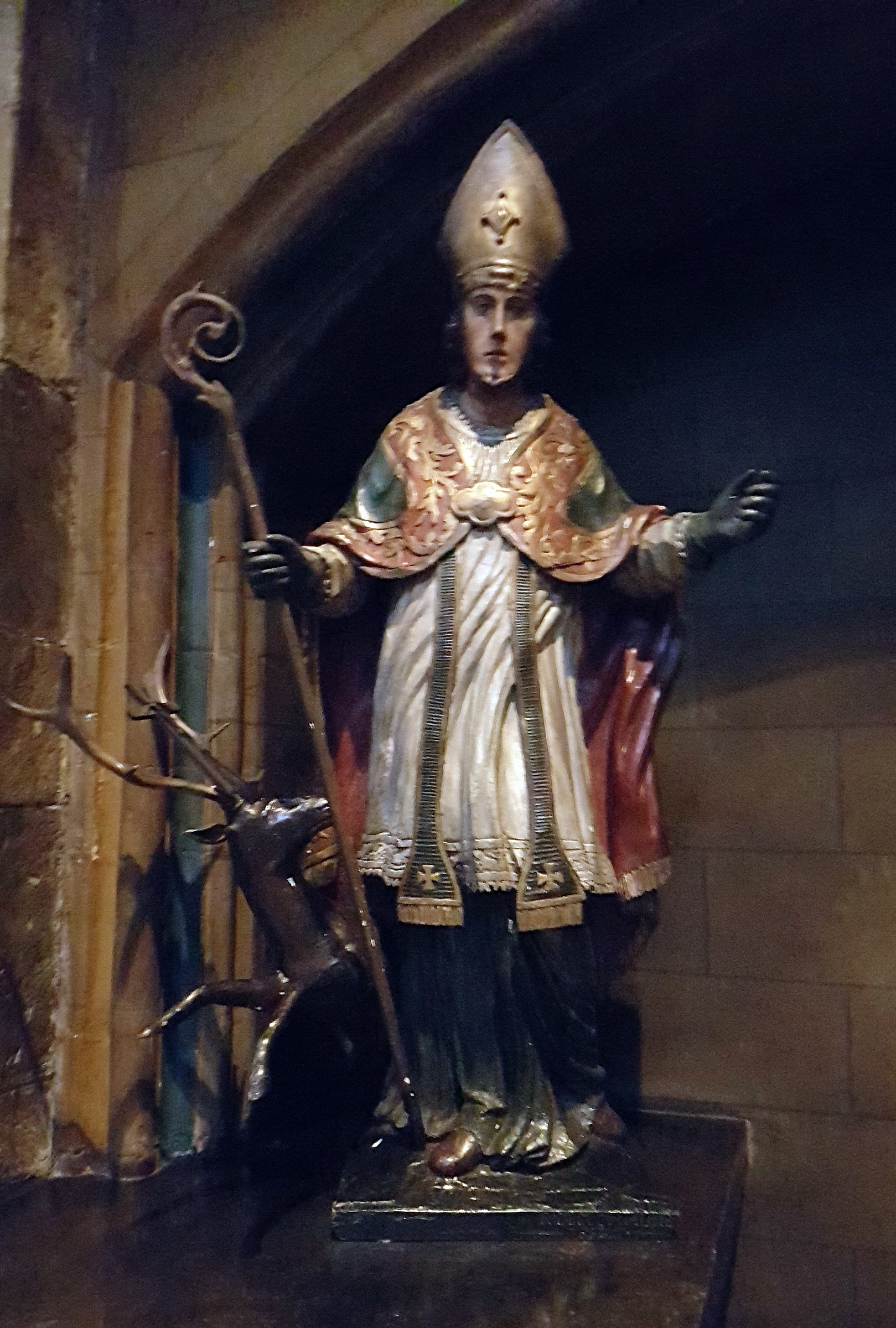
Sint-Hubertus (Renier Delcommune, ca 1780)

### Kerkmeubilair
Van het meubilair van de Sint-Nicolaaskerk is vrij veel bewaard gebleven in de Onze-Lieve-Vrouwebasiliek. Een pronkstuk was en is het voormalige hoofdaltaar, in laat-barokke stijl ontworpen door de architect Deplaye en uitgevoerd door de schrijnwerker J.W. Sanders, de meestersmid J. Mullers (het draaitabernakel) en de beeldhouwers Henri Vivroux, Renier Delcommune en J.J. van der Neer. Vivroux vervaardigde onder andere de reliëfs voor het tabernakel en de knielende engelen aan weerszijden daarvan, Delcommune werkte mogelijk aan de medaillons en slingers op de altaartombe en aan de niet meer aanwezige betimmering achter het altaar, en Van der Neer maakte de grote engelenbeelden en de pelikaan boven het tabernakel. Het door Philippe van Gulpen vrij gedetailleerd weergegeven altaar is nog vrijwel in originele staat aanwezig in de Onze-Lieve-Vrouwebasiliek, aanvankelijk als hoofdaltaar, sinds 1964 als zijaltaar in het zuidertransept. De op de tekeningen van Van Gulpen afgebeelde communiebank is mogelijk dezelfde die zich thans in de basiliek bevindt. De twee 18e-eeuwse zijaltaren gingen in 1837 waarschijnlijk eveneens mee naar de Onze-Lieve-Vrouwekerk. In 1920 kregen ze een plaats in de Sint-Jozefkerk (in de voormalige Augustijnenkerk; zie apostelbeelden hierboven) en eind jaren 1990 kwamen ze terecht in de Sint-Augustinuskerk in Elsloo. Waar de vergulde sterren in de gewelven van het middenschip gebleven zijn, is onbekend.
Een deel van het meubilair, dat in 1837 vanuit de Sint-Nicolaaskerk werd overgebracht naar de Onze-Lieve-Vrouwe, behoorde tot de oorspronkelijke inventaris van de kapittelkerk, zoals het orgel van Andries Severijn (of Séverin) uit 1652 en de barokke preekstoel uit 1721. Het Séverin-orgel was zeker niet het eerste orgel in de Sint-Nicolaaskerk; een eerste vermelding dateert uit 1599. Dit of een ander orgel zou rond 1805 zijn terechtgekomen in de toenmalige Sint-Petrus' Bandenkerk in Heer, nadat de Sint-Nicolaaskerk de beschikking kreeg over het Séverin-orgel. Dertig jaar later verhuisde het Séverin-instrument weer terug naar de oorspronkelijke locatie. De rijk gebeeldhouwde preekstoel, in 1721 geschonken door kanunnik Willem Hendrik Loyens, heeft een vergelijkbare rondreis achter de rug. Op een interieurschets van Philippe van Gulpen (zie hieronder) zijn een zestal barokke biechtstoelen te herkennen. Dit lijken echter niet dezelfde als de vijf biechtstoelen in de Onze-Lieve-Vrouwebasiliek, die waarschijnlijk afkomstig zijn uit de oude Jezuïetenkerk. Het doopvont ten slotte is met zekerheid afkomstig uit de Sint-Nicolaaskerk, aangezien dit de doopkerk was. In de kapittelkerk was geen doopvont aanwezig. Het gehavende vont heeft een inscriptie waaruit blijkt dat Aert van Tricht het omstreeks 1500 goot. Wellicht verloor het tijdens de beeldenstorm, de plundering van 1579 of in de Franse Tijd zijn deksel en ornamenten.

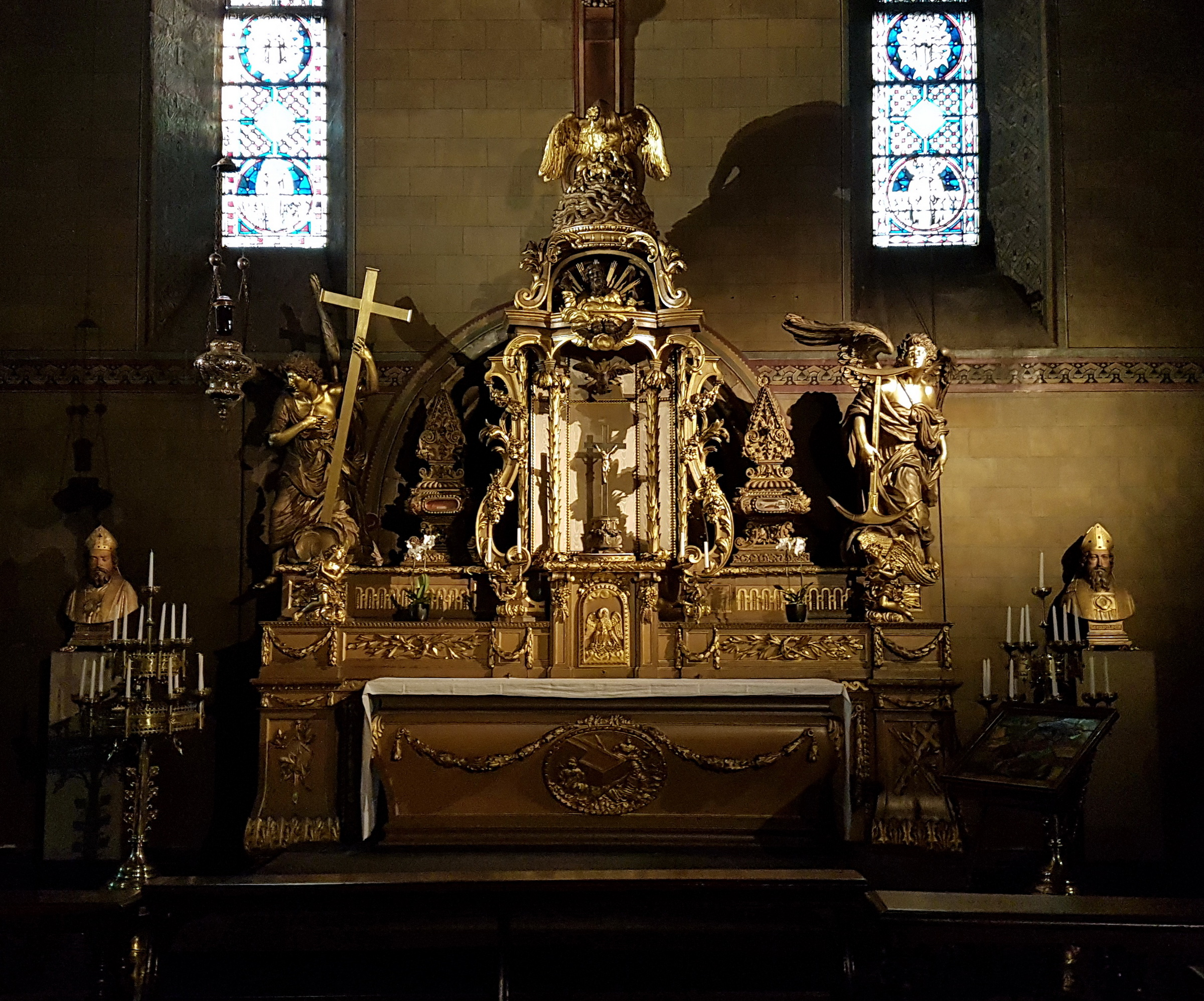
Barok hoofdaltaar (ca. 1785)
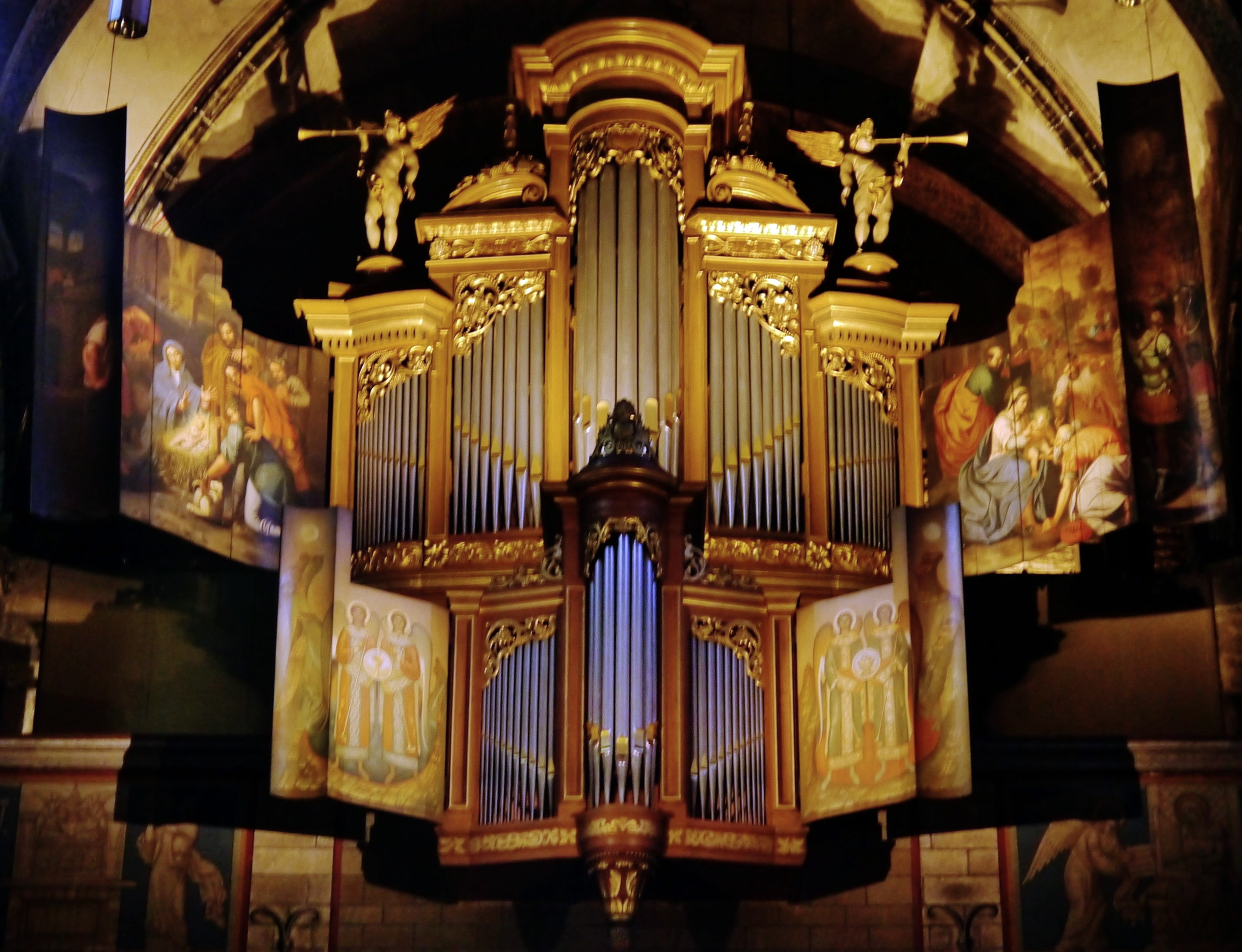
Hoofdorgel (Andries Severijn, 1652)
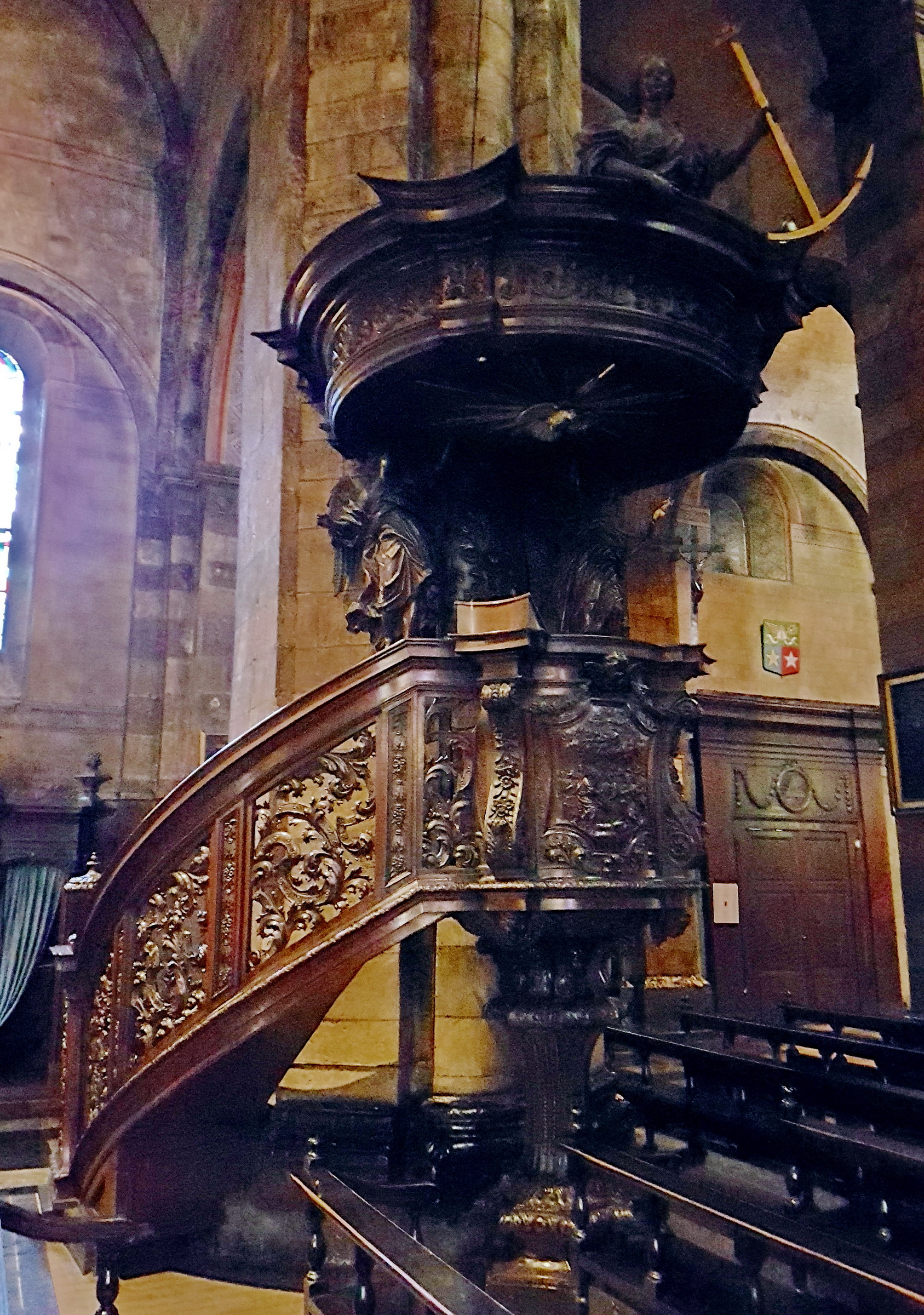
Preekstoel (1721)
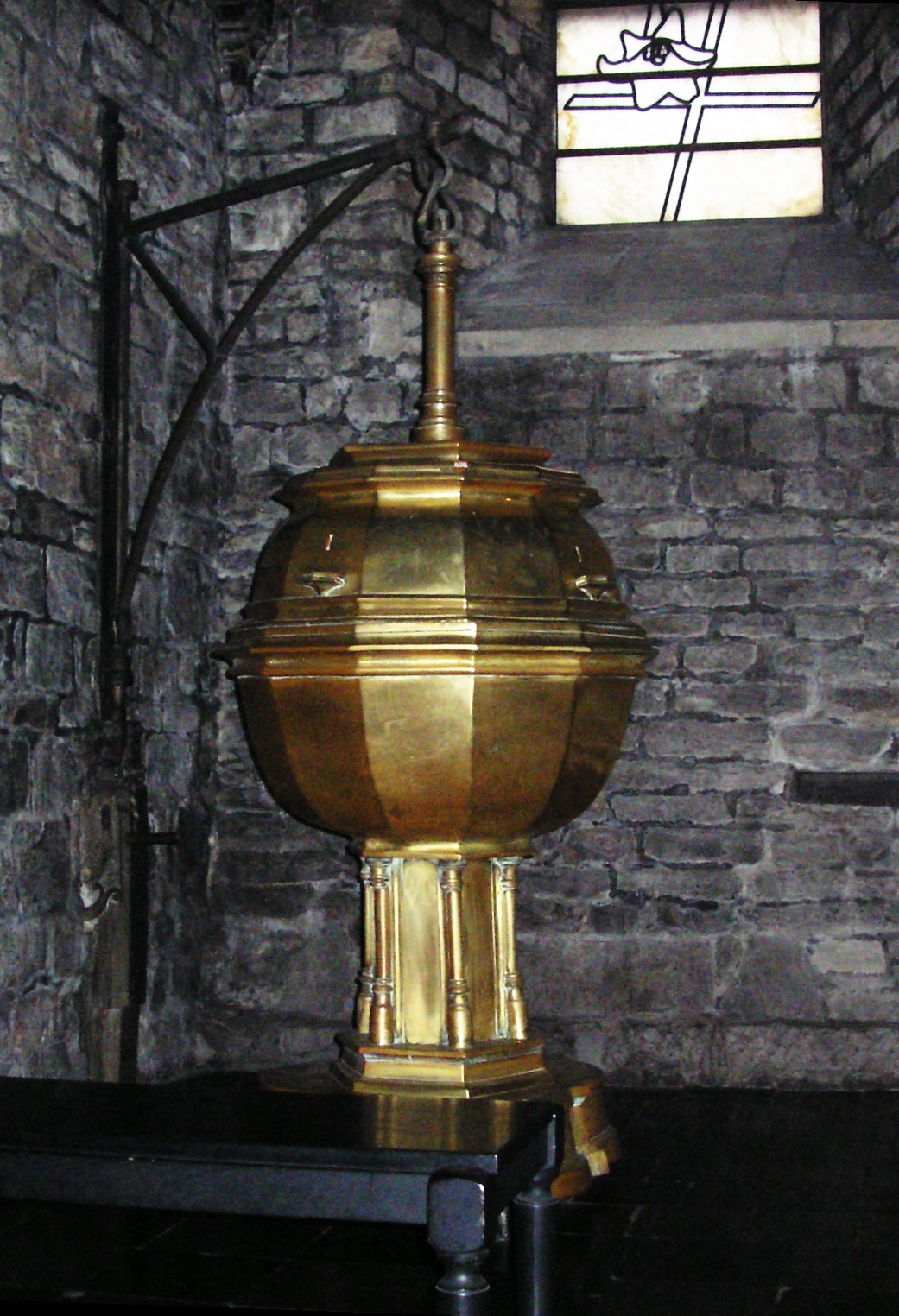
Gestript doopvont (Aert van Tricht, ca. 1500)

### De Sint-Nicolaaskerk in de kunst

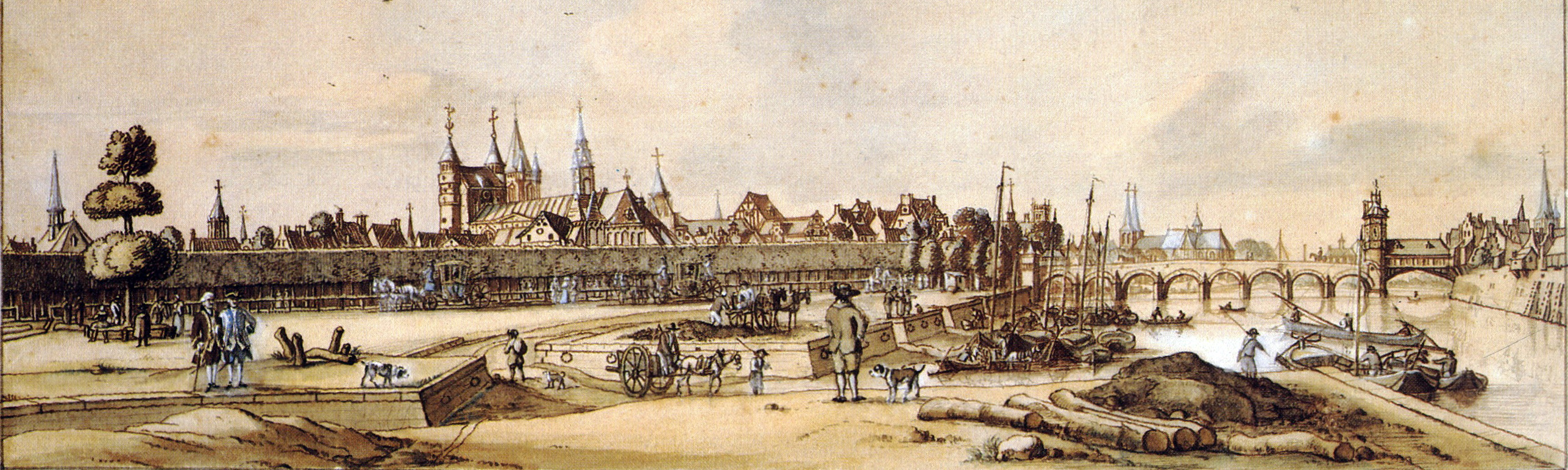
Panorama van Het Bat (Jan de Beijer, ca. 1740)

De Sint-Nicolaaskerk is door een aantal tekenaars en schilders vereeuwigd. De oudste tekeningen zijn een aantal stadsgezichten uit de 17e eeuw van Valentijn Klotz en Josua de Grave. Jan de Beijer (1703-1780) maakte een meer gedetailleerde tekening van de Sint-Nicolaaskerk (en de Onze-Lieve-Vrouwekerk) in 1740. De tekening bevindt zich in de collectie van het Museum Boijmans Van Beuningen en is vele malen gereproduceerd, onder andere op een Mosa-tegel. De toren van de kerk is ook te zien op een panorama van De Beijer (afbeelding hiernaast). Een ander stadsgezicht waarop de kerk is afgebeeld, wordt toegeschreven aan Abraham Rademaker (1676/77-1735).
Tijdens de regering van Lodewijk XV is Maastricht van 7 mei 1748 tot 3 februari 1749 bezet door de Franse legers. In die periode werd de gehele stad met kerken, openbare gebouwen en huizen opgemeten en getekend door Franse ingenieurs onder leiding van hoofdingenieur Larcher d'Aubancourt. Alles werd ingetekend op drie nauwkeurige plattegronden die in later jaren in Frankrijk werden uitgewerkt tot de bekende maquette van Maastricht. Een uitsnede van de plattegrond is hierboven te zien.
In de 19e eeuw tekende Philippe van Gulpen (1792-1862) zowel het interieur, als het exterieur van de Sint-Nicolaaskerk diverse malen. Hoewel technisch onvolkomen, vormen deze tekeningen een belangrijke bron over de historische inrichting van de kerk. Omstreeks dezelfde tijd schilderde Alexander Schaepkens (1815–1899) de kerk, zowel voor als tijdens de afbraak. Deze schilderijen bevinden zich in de collectie van het Bonnefantenmuseum. Ook maakte hij een ets van de gotische toren.

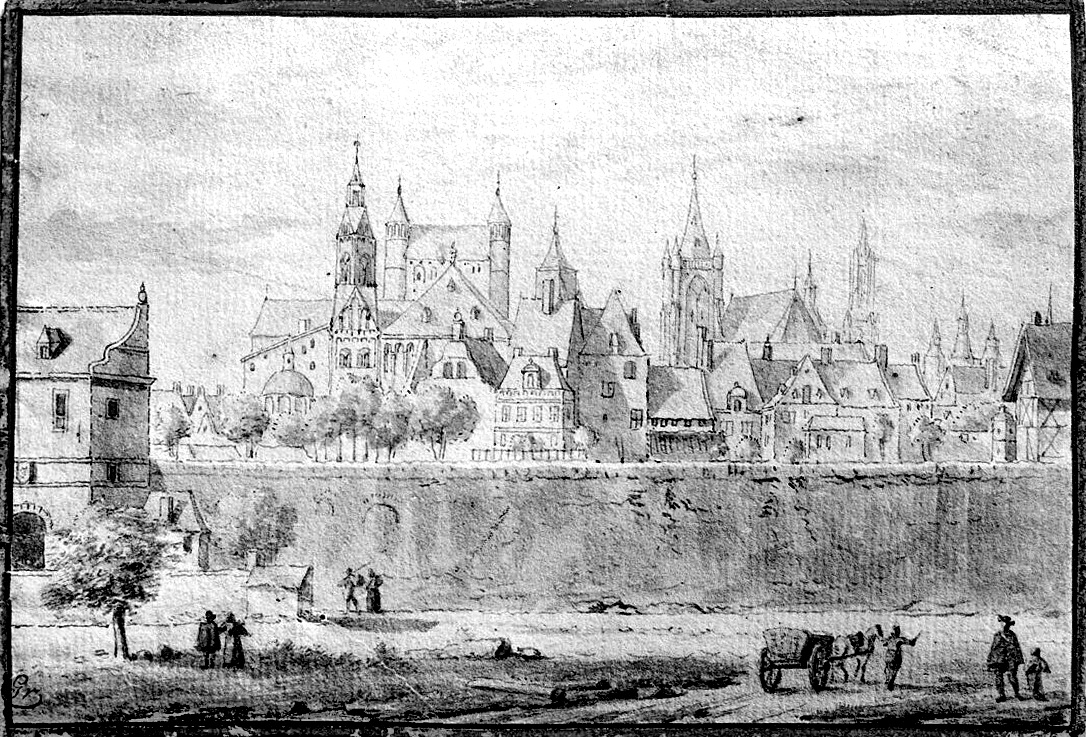
Stadsgezicht Abraham Rademaker(?), 18e eeuw
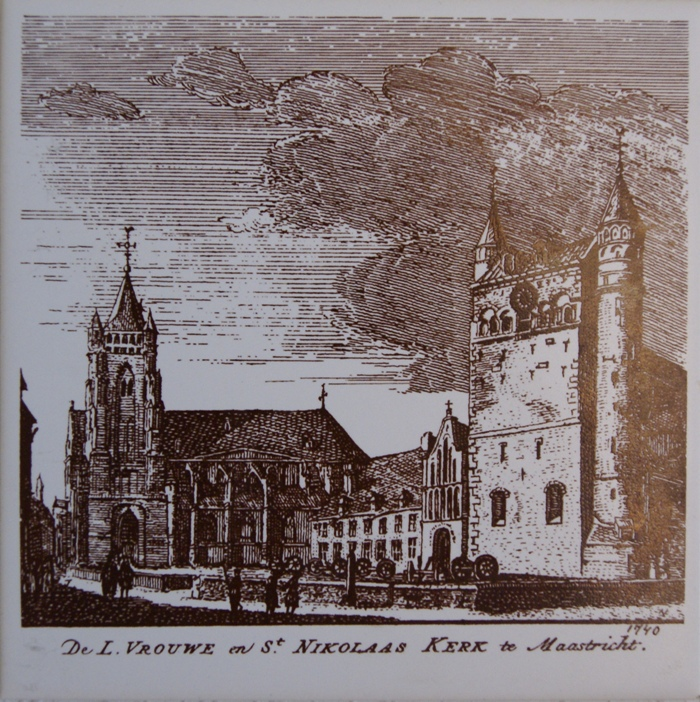
Tekening Jan de Beijer op Mosa-tegel, 18e/20e eeuw
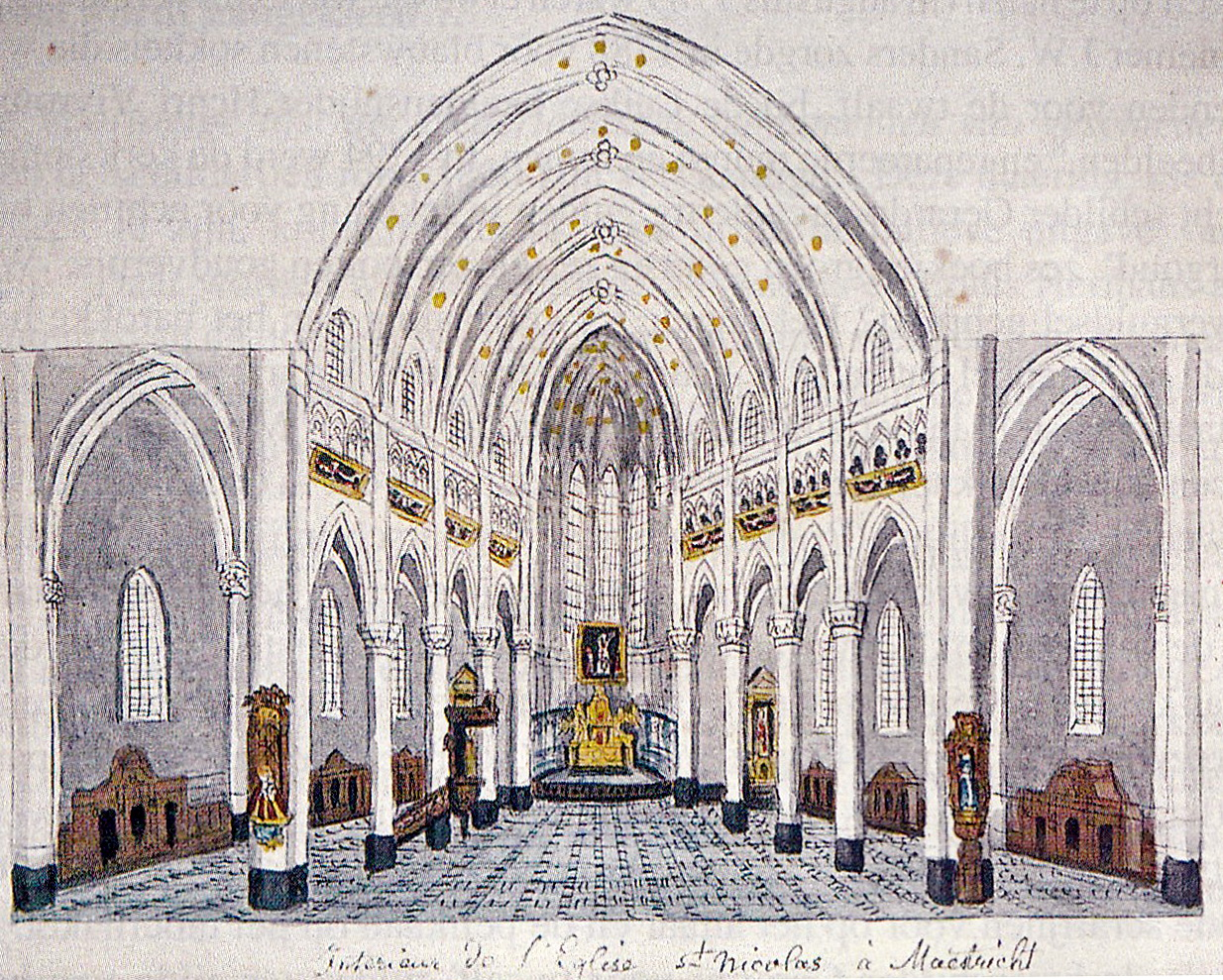
Tekening Philippe van Gulpen, ca. 1828
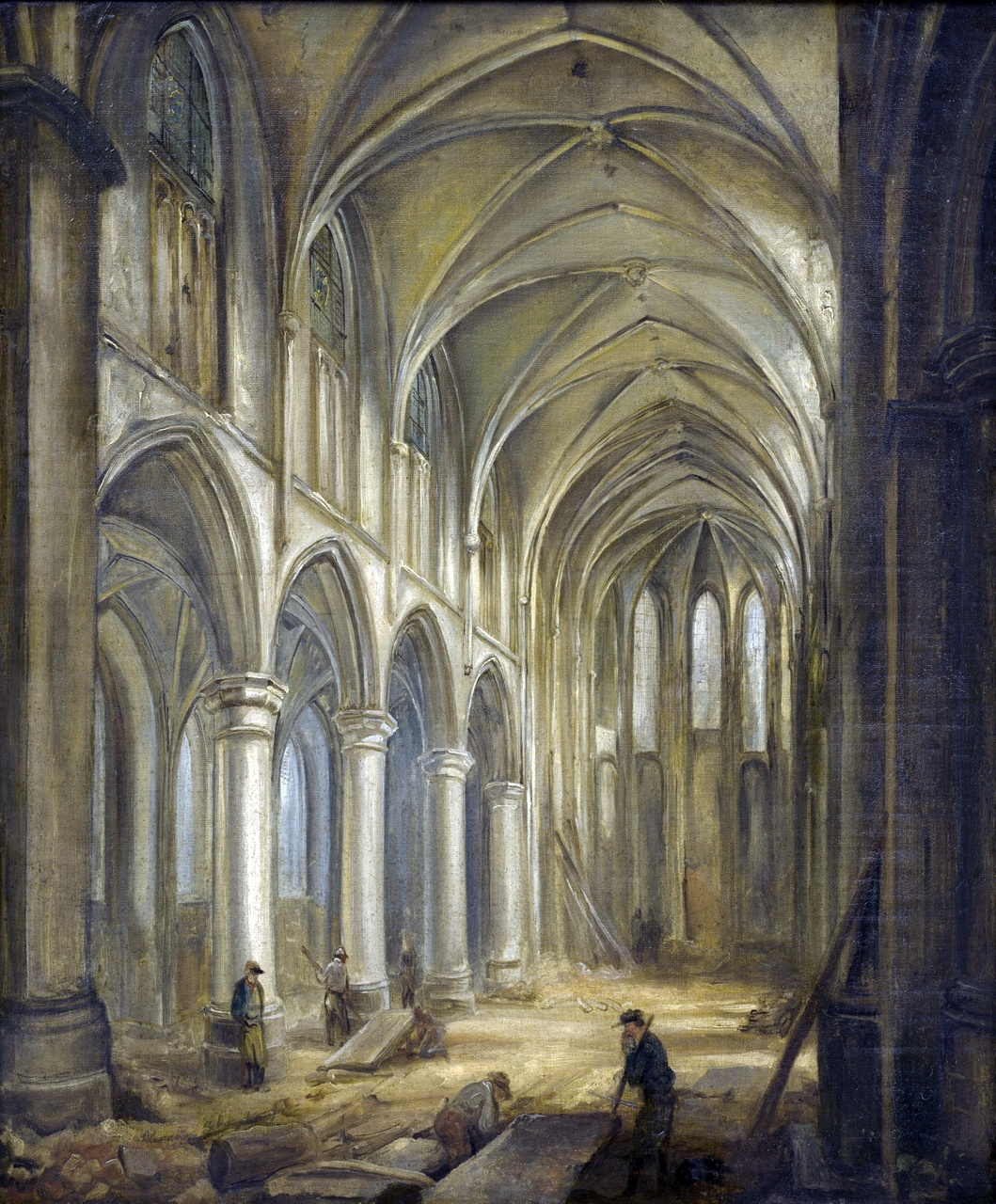
Schilderij Alexander Schaepkens, 1837/38

* betekent: niet langer in gebruik voor religieuze doeleinden; ** betekent: (deels) gesloopt, verdwenen